# Melanargia minor
Melanargia minor är en fjärilsart som beskrevs av Pionneau 1927. Melanargia minor ingår i släktet Melanargia och familjen praktfjärilar. Inga underarter finns listade i Catalogue of Life.